# The Time Machine (Gary Burton)
| Recensione | Giudizio |
| ---------- | -------- |
| AllMusic   |          |

The Time Machine è un album del vibrafonista jazz statunitense Gary Burton, pubblicato dalla casa discografica RCA Victor Records nel settembre del 1966.

## Tracce

### LP
Lato A
1. The Sunset Bell – 5:04 (Gary Burton) – Registrato il 5 aprile 1966
2. Six-Nix, Quix, Flix – 6:08 (Gary Burton) – Registrato il 5 aprile 1966
3. Interim I – 1:36 (Gary Burton) – Registrato il 6 aprile 1966
4. Chega de saudade (No More Blues) – 4:43 (Antônio Carlos Jobim, Vinícius de Moraes) – Registrato il 5 aprile 1966
5. Childhood – 1:02 (Michael Gibb) – Registrato il 6 aprile 1966

Lato B
1. Deluge – 4:47 (Michael Gibbs) – Registrato il 6 aprile 1966
2. Norwegian Wood – 3:26 (John Lennon, Paul McCartney) – Registrato il 6 aprile 1966
3. Interim II – 0:54 (Gary Burton) – Registrato il 6 aprile 1966
4. Falling Grace – 4:00 (Steve Swallow) – Registrato il 5 aprile 1966
5. My Funny Valentine – 5:33 (Lorenz Hart, Richard Rodgers) – Registrato il 5 aprile 1966

## Musicisti
- Gary Burton – vibrafono, piano, marimba
- Steve Swallow – contrabbasso
- Larry Bunker – batteria, percussioni

Note aggiuntive
- Brad McCuen – produttore, note di retrocopertina album originale
- Gary Burton – note di retrocopertina album originale
- Registrazioni effettuate al RCA Victor's Studio B di New York City, New York
- Ray Hall – ingegnere delle registrazioni
- Bert Ball – secondo ingegnere delle registrazioni
- Tom Zimmermann – foto (fronte e retrocopertina) album originale [3]